# Kościół św. Stanisława Biskupa w Gołaszewie
Kościół świętego Stanisława Biskupa w Gołaszewie – rzymskokatolicki kościół parafialny należący do parafii pod tym samym wezwaniem (dekanat kłecki archidiecezji gnieźnieńskiej).
Obecna murowana świątynia została wzniesiona dla gminy ewangelickiej w 1853 roku, w użytkowanie Kościołowi rzymskokatolickiemu została przekazana po zakończeniu II wojny światowej w 1945 roku. Kościół nie jest konsekrowany. W latach 2003–2008 został przeprowadzony generalny remont budowli, m.in. zostało przebudowane prezbiterium. W 2003 roku, z okazji 150-lecia istnienia kościoła odbyły się uroczystości z udziałem wiernych z Niemiec – przedwojennych mieszkańców wsi Gołaszewo. Fakt ten upamiętniony został poprzez odsłonięcie obelisku na cmentarzu parafialnym z tablicą, na której jest umieszczony napis: „Niech to miejsce przenosi w następne pokolenia pamięć o Siostrach i Braciach Wspólnoty Ewangelickiej tu mieszkających. W 150. rocznicę wybudowania przez nich kościoła. Rzymsko-katolicka Parafia Gołaszewo”.